# Дубове (округ Зволен)
Дубове (словац. Dubové, угор. Dobó) — село, громада в окрузі Зволен, центральна Словаччина. Кадастрова площа громади — 13,30 км². Населення — 275 осіб (за оцінкою на 31 грудня 2017 р.).
Перша згадка 1255 року.

## Населення
| Рік:            | 1994. | 2004.   | 2014.    | 2024.    |
| --------------- | ----- | ------- | -------- | -------- |
| Кількість осіб: | 244   | 235     | 273      | 385      |
| Різниця:        |       | -3,68 % | +16,17 % | +41,02 % |

| Рік:            | 2023. | 2024.   |
| --------------- | ----- | ------- |
| Кількість осіб: | 373   | 385     |
| Різниця:        |       | +3,21 % |